# IC 2799
IC 2799 је спирална галаксија у сазвјежђу Лав која се налази на листи објеката дубоког неба у Индекс каталогу.
Деклинација објекта је + 13° 50' 58" а ректасцензија 11h 24m 26,6s. Привидна величина (магнитуда) објекта IC 2799 износи 16,6 а фотографска магнитуда 17,4. IC 2799 је још познат и под ознакама NPM1G +14.0277, PGC 1442248.